# 珍妮佛·嘉納
珍妮佛·安妮·嘉納（英語：Jennifer Anne Garner，1972年4月17日—）是一名美國女演員，以電視影集《特務A》竄紅，也以此影集獲得金球獎與美國演員工會獎最佳女主角。

## 早年生活

### 童年
珍妮佛·嘉納出生於美國德州休士頓，母親派翠西亞·安 (Patricia Ann，閨姓English)是一名來自奧克拉荷馬州的英語老師，父親比利·傑克·嘉納 (Billy Jack Garner)是美國聯合碳化物的化學工程師。嘉納有一位姐姐梅莉莎·嘉納·維利 (Melissa Garner Wylie，出生於1969年，目前居住在波士頓)，一位妹妹蘇珊娜·凱·嘉納·卡本特 (Susannah Kay Garner Carpenter，出生於1975年1月24日，目前居住在查爾斯頓)，嘉納一家人為循道宗教徒。嘉納三歲起便開始練芭蕾舞，雖然她也承認她很愛跳舞，但是卻沒有想要成為職業芭蕾舞者的夢想。嘉納四歲時，因父親工作的緣故，一家人先搬到西維吉尼亞州普林斯頓，然後到查爾斯頓，嘉納也就從此住了下來。

### 教育
1990年，嘉納畢業於喬治·華盛頓高校，隨後進入著名的丹尼森大學 (Denison University)主修化學。當嘉納意識到自己比較喜歡舞台演戲時，她才換了主修的科目。1994年畢業於大學後，嘉納進入國家戲院協會進修演藝能力。1995年，嘉納決定赴紐約到戲院發展。

## 演藝生涯

### 早年生涯
在紐約發展時，嘉納一週大約可賺150美元。嘉納第一部電影是改編自小說的電視電影《Zoya》，隨後嘉納在電視影集《Significant Others》、《Time of Your Life》和《Felicity》演出。2000年，嘉納則是和艾希頓·庫奇合演喜劇《豬頭，我的車咧》。隔年，嘉納在大預算電影《珍珠港》，與凱特·貝琴薩和未來的丈夫班·艾佛列克演出。

### 《雙面女間諜》
2001年，J·J·亞伯拉罕與嘉納商量，讓嘉納在亞伯拉罕的新節目中演出，隨後嘉納參與了《雙面女間諜》的選角並且加入了劇組。《雙面女間諜》演出後備受好評，嘉納在2002年1月獲得了金球獎最佳戲劇類電視影集女主角獎，而當時《雙面女間諜》才開播幾個月而已。
《雙面女間諜》相當的成功，而在2006年5月第5季畫下了句點。而嘉納最初的片酬從一集4萬5千美元漲跳至一集15萬美元。而在影集播放期間，嘉納獲得了金球獎3項提名以及1項大獎、艾美獎4項提名，影視演員協會獎1項大獎。《雙面女間諜》堪稱是嘉納最成功的代表作。

### 電影生涯
嘉納在《雙面女間諜》的成功後，她於2002年在史蒂芬·史匹柏的電影《神鬼交鋒》客串演出，隔年與班·艾佛列克合作演出《夜魔俠》。2004年，嘉納則演出了浪漫喜劇《三十姑娘一朵花》，成為了片子的女主角。
嘉納的特點之一為特效動作她會親自上陣，不過在第78屆奧斯卡金像獎頒獎典禮時，嘉納在頒發最佳音效剪輯獎項時，差點因為服裝絆倒，開玩笑的說到：「我在做特效動作！」
《捉放愛》則是嘉納最近的浪漫喜劇。之後嘉納成立了電影製作公司《Vandalia Films》，而公司在2007年製作第一部電影。2007年，嘉納與傑米·福克斯合演《反恐戰場》，以及傑森·瑞特曼執導電影《鴻孕當頭》。
2023年4月13日，喬·拜登總統任命嘉納為美國總統藝術與人文委員會成員。

## 私生活

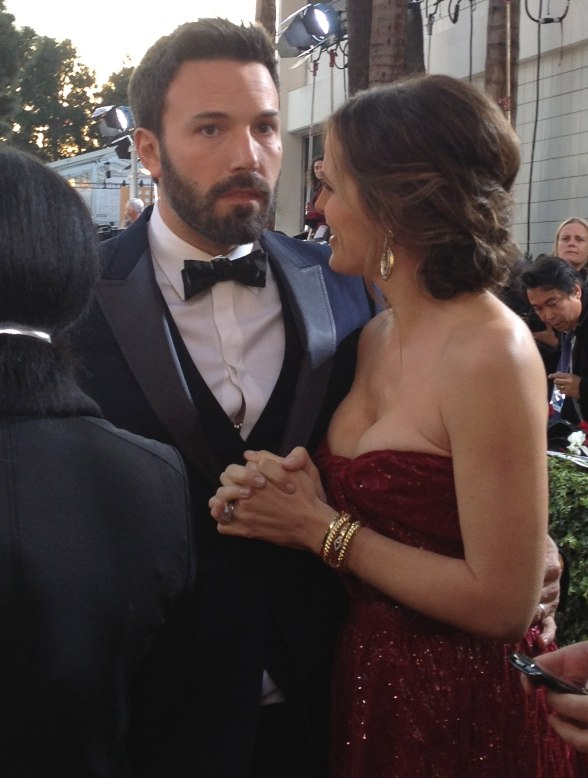
珍妮佛和班·艾佛列克，2013年

### 史考特·佛力
2000年10月19日，嘉納嫁給了同為演員的史考特·佛力，兩人是在嘉納拍攝《Felicity》而相遇的。2003年3月，嘉納與丈夫分居後，於同年5月寫下離婚協議書，以雙方無法相容的差異性為由訴請離婚。不過外界謠傳是雙方其中之一不貞，隨後佛力發表聲明，兩人分手是因為嘉納在演出《雙面女間諜》後竄起的聲譽讓佛力不堪其擾，而嘉納也發表了一份相似的聲明，說明好萊塢的生活方式導致他們婚姻失敗。兩人的離婚協議於2004年3月30日成立。

### 麥可·方丹
嘉納相當注重私人隱私，這也反映在她與麥可·方丹和班·艾佛列克的關係。在她與《雙面女間諜》演員方丹交往期間，她並沒有和方丹出席任何公開活動，而是在2003年8月證實了兩人的關係。兩人是在2003年3月交往，外界謠傳兩人在隔年3月分手，而嘉納則是證實兩人在2004年8月分手。不過，兩人始終是相當好的朋友。

### 班·艾佛列克
嘉納和班·艾佛列克是在2004年7月開始交往，兩人的關係也是相當低調。幾個月後兩人才被狗仔隊拍到約會的情形，不過雙方的公關都否認兩人在交往，一直到兩人一起在波士頓紅襪隊比賽觀賽才被證實。之後又有謠傳嘉納已經懷孕，不過被嘉納的公關否認。而在嘉納的33歲生日上，艾佛列克以知名珠寶品牌「Harry Winston」4.5克拉的鑽戒向嘉納求婚，兩人在2005年6月29日結婚，雙方的經紀人才證實結婚與懷孕的消息。2005年，嘉納在洛杉磯產下一女。2008年7月17日，嘉納宣佈懷孕5個月。2009年，嘉納在洛杉磯產下一女。2012年，嘉納在洛杉磯產下一子。2015年6月30日，嘉納與班·艾佛列克聯合聲明宣布離婚。

### 個性
嘉納喜好烹飪、園藝、健行以及踢拳，而她也是瑞絲·薇斯朋的好友之一。

## 作品

### 电影
| 年度 | 片名                                                                           | 角色                    | 備註     |
| ---- | ------------------------------------------------------------------------------ | ----------------------- | -------- |
| 1997 | 《脫線先生》Mr. Magoo                                                          | 史黛西                  |          |
| 1997 | 《情感的禁區》Washington Square                                                | 瑪莉安·歐蒙             |          |
| 2000 | 《豬頭，我的車咧》Dude, Where's My Car?                                        | 旺達                    |          |
| 2001 | 《珍珠港》Pearl Harbor                                                         | 珊卓護士                |          |
| 2002 | 《猫鼠游戏》Catch Me If You Can                                                | 雪若                    |          |
| 2003 | 《夜魔俠》Daredevil                                                            | 伊蕾莎                  |          |
| 2004 | 《三十姑娘一朵花》13 Going on 30                                               | 珍娜                    |          |
| 2005 | 《艾丽卡》Elektra                                                              | 伊蕾莎                  |          |
| 2007 | 《捉放愛》Catch and Release                                                    | 葛蕾                    |          |
| 2007 | 《改朝换代》The Kingdom                                                        | 珍娜·梅爾               |          |
| 2007 | 《朱诺》Juno                                                                   | 凡妮莎·羅琳             |          |
| 2009 | 《舊愛找麻煩》Ghosts of Girlfriends Past                                       | Jenny Perotti           |          |
| 2009 | 《謊言的誕生》The Invention of Lying                                           | 安娜                    |          |
| 2010 | 《情人節》Valentine's Day                                                      | 茱莉亞·費澤斐           |          |
| 2011 | 《阿捨正傳》Arthur                                                             | 蘇珊                    |          |
| 2012 | 《美味奶油心》Butter                                                           | Laura Pickler           | 兼任制片 |
| 2012 | 《小芽的奇幻人生》The Odd Life of Timothy Green                                | Cindy Green             |          |
| 2013 | 《达拉斯买家俱乐部》Dallas Buyers Club                                         | Dr. Eve Saks            |          |
| 2014 | 《超級選秀日》Draft Day                                                        | Ali Parker              |          |
| 2014 | 《雲端男女》Men, Women & Children                                              | Patricia Beltmeyer      |          |
| 2014 | 《亞歷山大衰到家》 Alexander and the Terrible, Horrible, No Good, Very Bad Day | Kelly Cooper            |          |
| 2015 | 《翻唱人生》Danny Collins                                                      | Samantha Leigh Donnelly |          |
| 2016 | 《來自天堂的奇蹟》Miracles from Heaven                                         | Christy Beam            |          |
| 2016 | 《母亲节》 Mother's Day                                                        | Dana Barton             |          |
| 2017 | 《帕洛斯佛迪市中的部落》The Tribes of Palos Verdes                             | Sandy Mason             |          |
| 2018 | 《親愛的初戀》Love, Simon                                                      | 艾蜜莉                  |          |
| 2018 | 《血薄荷》Peppermint                                                           | 萊莉Riley               |          |
| 2019 | 《奇幻遊樂園》Wonder Park                                                      | Mrs. Bailey             |          |
| 2021 | 《Yes Day》                                                                    | Allison Torres          | 兼任制片 |
| 2022 | 《超時空亞當計畫》The Adam Project                                             | 艾莉·瑞德               |          |
| 2023 | 《全家变身大作战》Family Switch                                                | Jess Walker             |          |
| 2024 | 《死侍與金鋼狼》Deadpool & Wolverine                                           | 艾麗崔·納崔斯／幻影殺手 |          |

### 电视剧
| 年度      | 片名                                               | 角色        | 備註 |
| --------- | -------------------------------------------------- | ----------- | ---- |
| 1999      | 《紐約強震驚魂》Aftershock: Earthquake in New York | 黛安        |      |
| 1999      | 《偽裝者》 The Pretender                           | 比莉·范恩   |      |
| 2001-2006 | 《雙面女間諜》Alias                                | 雪梨·碧絲朵 |      |

## 外部連結
- 珍妮佛·嘉納在互联网电影资料库（IMDb）上的資料（英文）
- 珍妮佛·嘉納在豆瓣上的资料（简体中文）

| 獎項                                  | 獎項                                                 | 獎項                            |
| ------------------------------------- | ---------------------------------------------------- | ------------------------------- |
| 上一届： 法蘭西絲·康諾 《六呎風雲》   | 影視演員協會最佳戲劇影集女主角獎 2004 《雙面女間諜》 | 下一届： 吳珊卓 《實習醫生》    |
| 上一届： 莎拉·華德 《Once and Again》 | 金球獎最佳戲劇類電視影集女主角獎 2002 《雙面女間諜》 | 下一届： 艾迪·法柯 《黑道家族》 |